# Pseudhammus vicinus
Pseudhammus vicinus là một loài bọ cánh cứng trong họ Cerambycidae.